# Рыбаков, Филипп Алексеевич
Филипп Алексеевич Рыбаков (1866—1935) — предприниматель г. Иваново-Вознесенска, организатор и один из инициаторов развития городского общественного транспорта в Иваново-Вознесенске, закройщик.

## Биография
Образование получил домашнее. После обучения делу закройщика в Москве у Шнейдера в 1891 г. основал свою мастерскую в Иваново-Вознесенске. Открыл магазин для приема заказов в собственном доме на улице Соковской, а затем — магазины мужского, дамского, детского, а также форменного платья, в том числе в Торговых рядах на Федоровской улице. Один из них располагался в здании Иваново-Вознесенской городской управы (современный адрес: г. Иваново, пл. Революции, д. 4)
Имел награды на выставках: г. Рим — большая серебряная медаль, г. Париж — большая золотая медаль, г. Санкт-Петербург — большая золотая медаль, г. Иваново-Вознесенск — похвальный отзыв.
Ф. А. Рыбаков являлся инициатором и организатором открытия городского автобусного движения в г. Иваново-Вознесенске: вместе с участниками Иваново-Вознесенского автомобильного товарищества, где Ф. А. Рыбаков был главным акционером, 1 сентября 1908 г. открыл движение автоомнибусов по улицам Иваново-Вознесенска.
Филипп Алексеевич Рыбаков был одним из двух жителей г. Иваново-Вознесенска, статьи о которых были размещены в юбилейном историческом и художественном издании «Трехсотлетие царствования Дома Романовых» (стр. 386). После революции имущество Ф. А. Рыбакова и его семьи было конфисковано, а сам он арестован, но через некоторое время выпущен благодаря заступничеству М. В. Фрунзе.